# لوئیس مونوز (بازیکن فوتبال)
لوئیس مونوز (انگلیسی: Luis Muñoz؛ زادهٔ ۲۳ فوریهٔ ۱۹۹۷) بازیکن فوتبال اهل اسپانیا است.
از باشگاه‌هایی که در آن بازی کرده‌است می‌توان به باشگاه فوتبال مالاگا اشاره کرد.
وی همچنین در تیم‌های ملی فوتبال زیر ۱۸ سال اسپانیا و زیر ۱۹ سال اسپانیا بازی کرده‌است.